# دولة خيالية

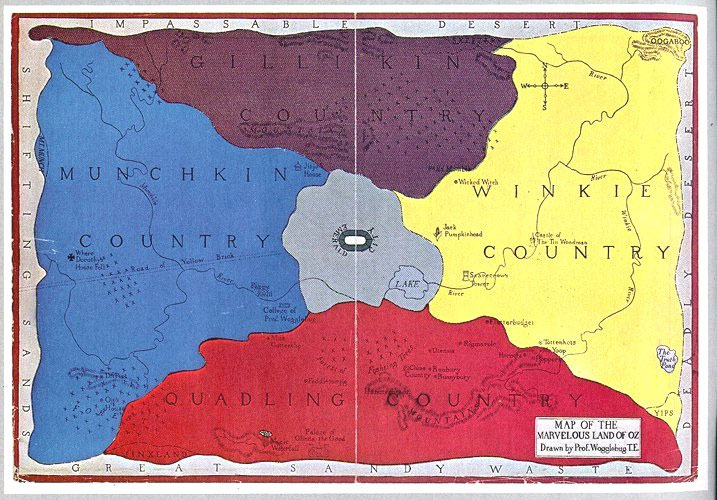
خريطة لأرض أوز في رواية ساحر أوز العجيب

الدولة الخيالية هي الدولة التي تنشأ عن القصص الخيالية، وغير موجودة في الحياة الحقيقية، أو الناس يؤمنون بوجودها دون دليل. تظهر الأراضي الخيالية الأكثر شيوعًا كمفاهيم أو مواضيع للأساطير أو الأدب أو الأفلام أو ألعاب الفيديو. كما يمكن استخدامها أيضًا لأسباب تقنية في الواقع الفعلي.